# Ilija Okrugić-domovino slatko milovanje
Ilija Okrugić-domovino slatko milovanje je srpski dokumentarno igrani film o o životu i djelu hrvatskog književnika iz Srijema, svećenika i preporoditelja Ilije Okrugića. Prvi je film iz serijala "Znameniti Hrvati Vojvodine i Srbije". Film je snimljen 2014., a premijerno prikazan 14. ožujka 2014. godine. u 20 sati u Domu omladine. Realiziran je u produkciji Zajednice Hrvata Beograda “Tin Ujević” te uz pomoć Ministarstva kulture Srbije i Veleposlanstva RH u Beogradu.
Scenaristica filma je hrvatska književnica Jasna Melvinger, koscenarist je Toni Matulić. Ulogu Ilije Okrugića igra Aleksandar Alač.